# Supercopa de Vietnam
La Supercopa de Vietnam (en vietnamita: Siêu Cúp bóng đá Quốc gia), es un partido de fútbol anual entre el campeón de la V-League y el vencedor de la Copa de Vietnam.
La primera edición del trofeo se realizó en 1999 y es organizada por la Federación de Fútbol de Vietnam, se celebra en el mes de enero de cada año al comienzo de la temporada futbolística en el país.

## Palmarés
| Temporada | Campeón                                  | Resultado                                | Finalista                                | Sede de la final                                              |
| --------- | ---------------------------------------- | ---------------------------------------- | ---------------------------------------- | ------------------------------------------------------------- |
| 1999      | Thể Công (Hanói)                         | 3 – 0                                    | Công An Hồ Chí Minh                      | Estadio Hàng Đẫy, Hanói                                       |
| 2000      | Sông Lam Nghệ An                         | 2 – 0                                    | Cảng Sài Gòn                             | Estadio Hàng Đẫy, Hanói                                       |
| 2001      | Sông Lam Nghệ An                         | 1 – 1, 2 – 0                             | Công An Hồ Chí Minh                      | Estadio Thống Nhất, Ho Chi Minh (2p)                          |
| 2002      | Sông Lam Nghệ An                         | 5 – 2                                    | Cảng Sài Gòn                             | Estadio Vinh, Vinh - Nghệ An                                  |
| 2003      | Hoàng Anh Gia Lai                        | 1 – 1, 2 – 1                             | Binh Dinh FC                             | Estadio Quy Nhon, Quy Nhon - Bình Định Estadio Pleiku, Pleiku |
| 2004      | Hoàng Anh Gia Lai                        | 3 – 1                                    | Binh Dinh FC                             | Estadio Lạch Tray, Hải Phòng                                  |
| 2005      | Hải Phòng FC                             | 2 – 1                                    | Đồng Tâm Long An                         | Estadio Lạch Tray, Hải Phòng                                  |
| 2006      | Đồng Tâm Long An                         | 2 – 0                                    | Hòa Phát Hà Nội                          | Estadio Long An, Long An                                      |
| 2007      | Becamex Bình Dương                       | 3 – 1                                    | ĐPM Nam Định                             | Estadio Gò Đậu, Bình Dương                                    |
| 2008      | Becamex Bình Dương                       | 4 – 0                                    | Hà Nội ACB                               | Estadio Gò Đậu, Bình Dương                                    |
| 2009      | Thanh Hóa FC                             | 1 – 1 (4-3 pen.)                         | SHB Ðà Nẵng                              | Estadio Ninh Bình, Ninh Binh                                  |
| 2010      | Hà Nội T&T                               | 2 – 2 (4-2 pen.)                         | Sông Lam Nghệ An                         | Estadio Hàng Đẫy, Hanói                                       |
| 2011      | Sông Lam Nghệ An                         | 1 – 1 (3-1 pen.)                         | Navibank Saigon                          | Estadio Vinh, Vinh - Nghệ An                                  |
| 2012      | SHB Ðà Nẵng                              | 4 – 0                                    | Xuân Thành Sài Gòn                       | Estadio Chi Lăng, Đà Nẵng                                     |
| 2013      | Vissai Ninh Binh                         | 2 – 2 (5-4 pen.)                         | Hà Nội T&T                               | Estadio Ninh Bình, Ninh Binh                                  |
| 2014      | Becamex Bình Dương                       | 1 – 0                                    | Hải Phòng FC                             | Estadio Gò Đậu, Bình Dương                                    |
| 2015      | Becamex Bình Dương                       | 2 – 0                                    | Hà Nội T&T                               | Estadio Thanh Hóa, Thanh Hóa                                  |
| 2016      | Than Quảng Ninh                          | 3 – 3 (4-2 pen.)                         | Hà Nội T&T                               | Estadio Hàng Đẫy, Hanói                                       |
| 2017      | Quảng Nam FC                             | 1 – 0                                    | Sông Lam Nghệ An                         | Estadio Hàng Đẫy, Hanói                                       |
| 2018      | Hà Nội FC                                | 2 – 0                                    | Becamex Bình Dương                       | Estadio Hàng Đẫy, Hanói                                       |
| 2019      | Hà Nội FC                                | 2 – 1                                    | Ho Chi Minh City FC                      | Estadio Thống Nhất, Ho Chi Minh                               |
| 2020      | Hà Nội FC                                | 1 – 0                                    | Viettel FC                               | Estadio Hàng Đẫy, Hanói                                       |
| 2021      | No disputada por la Pandemia de COVID-19 | No disputada por la Pandemia de COVID-19 | No disputada por la Pandemia de COVID-19 |                                                               |
| 2022      | Hà Nội FC                                | 2 – 0                                    | Hải Phòng FC                             | Estadio Hàng Đẫy, Hanói                                       |
| 2023      | Đông Á Thanh Hóa                         | 3 – 1                                    | Công An Hà Nội FC                        | Estadio Hàng Đẫy, Hanói                                       |
| 2024      | Thép Xanh Nam Định FC                    | 3 – 0                                    | Đông Á Thanh Hóa                         | Estadio Thiên Trường, Nam Định                                |

## Títulos por club
| Club                            | Campeón | 2° | Años campeón                 |
| ------------------------------- | ------- | -- | ---------------------------- |
| Hà Nội FC (Hà Nội T&T)          | 5       | 3  | 2010, 2018, 2019, 2020, 2022 |
| Sông Lam Nghệ An                | 4       | 2  | 2000, 2001, 2002, 2011       |
| Becamex Bình Dương              | 4       | 1  | 2007, 2008, 2014, 2015       |
| Đông Á Thanh Hóa (Thanh Hóa FC) | 2       | 1  | 2009, 2023                   |
| Hoàng Anh Gia Lai               | 2       | -  | 2003, 2004                   |
| Hải Phòng FC                    | 1       | 2  | 2005                         |
| Đồng Tâm Long An                | 1       | 1  | 2006                         |
| SHB Ðà Nẵng                     | 1       | 1  | 2012                         |
| The Cong-Viettel FC (Hanoi)     | 1       | 1  | 1999                         |
| Thép Xanh Nam Định FC           | 1       | 1  | 2024                         |
| Vissai Ninh Binh FC †           | 1       | -  | 2013                         |
| Than Quảng Ninh                 | 1       | -  | 2016                         |
| Quảng Nam FC                    | 1       | -  | 2017                         |
| Công An Hồ Chí Minh †           | -       | 2  | -----                        |
| Cảng Sài Gòn                    | -       | 2  | -----                        |
| Bình Định FC                    | -       | 2  | -----                        |
| Hòa Phát Hà Nội †               | -       | 1  | -----                        |
| Hà Nội ACB †                    | -       | 1  | -----                        |
| Navibank Saigon FC †            | -       | 1  | -----                        |
| Xuân Thành Sài Gòn †            | -       | 1  | -----                        |
| Ho Chi Minh City FC             | -       | 1  | -----                        |
| Công An Hà Nội FC               | -       | 1  | -----                        |

- † Equipo desaparecido.